# 仙台港站
仙台港站（日语：／ Sendaiko */?）是仙台臨海鐵道的一个货运站，位于宮城縣仙台市宮城野區港区4-11-2，仙台港的北岸。车站站房的一部分在邻近的多賀城市。
该站是仙台臨海鐵道的中心站，仙台臨海鉄道臨海本線、仙台埠頭線、仙台西港線在此连接。该站是仙台临海铁路机务段的所在地，机车都属于该段。